# Budhpura
Budhpura is een census town in het district Bundi van de Indiase staat Rajasthan. 

## Demografie
Volgens de Indiase volkstelling van 2001 wonen er 4387 mensen in Budhpura, waarvan 54% mannelijk en 46% vrouwelijk is. De plaats heeft een alfabetiseringsgraad van 25%. 